# Frisk
Frisk é um filme de drama estadunidense de 1995 dirigido por Todd Verow, baseado no romance homônimo de 1991 do autor Dennis Cooper. É uma narrativa em primeira pessoa sobre um serial killer. Dennis (Michael Gunther) descreve uma série de assassinatos rituais em cartas para seu amante ocasional e melhor amigo Julian (Jaie Laplante) e o irmão mais novo de Julian, Kevin (Raoul O'Connell), um objeto de desejo de Dennis.
Verow explicou uma vez numa entrevista que “precisamos realmente de nos concentrar no que nos torna únicos, no que nos torna interessantes e no que nos torna perigosos”.
É proibido no Reino Unido devido ao seu conteúdo. Foi rejeitado pelo BBFC em 1998 e, embora ainda proibido no Reino Unido, foi exibido sem certificado no cinema ICA de Londres. Foi a atração da noite de encerramento do Festival Internacional de Cinema Lésbico e Gay de São Francisco de 1996. Quando exibido em Manhattan, vários espectadores do cinema foram embora durante as cenas violentas.
Bob Mould propôs a trilha sonora do filme em 1993. O trabalho de Dennis Cooper, ele disse, "lida com muitos fetiches, fantasias e imagens flutuantes, das quais eu gosto muito. Eu li o livro. É bem duro. É bem gay."

## Elenco
- Michael Gunther como Dennis
- Craig Chester como Henry
- Michael Stock como Uhrs
- Raoul O'Connell como Kevin
- Jaie Laplante como Julian
- Parker Posey como Ferguson
- James Lyons como Gypsy Pete
- Alexis Arquette como Punk (vítima nº 3)
- Michael Waite como Gary
- Alyssa Wendt como Susan
- Mark Ewert como jovem Dennis / Jan (vítima nº 1) / Menino no parque (vítima nº 4)
- Dustin Schell como fotógrafo de rapé
- Michael Wilson como Festeiro
- Paul B. Riley como Festeiro
- Donald Mosner como Festeiro

## Avaliações
Em 1996, Stephen Holden do The New York Times chamou o filme de "duramente repulsivo" e "estilo realista, mas confuso, que pode ser chamado de pornografia fria por sua total falta de calor erótico". É "sinuoso e narrativamente difuso, mas também é perturbadoramente bem atuado".